# William H. Macy
William Hall Macy, Jr., més conegut com a William H. Macy (Miami, 13 de març de 1950), és un actor estatunidenc. Va ser nominat als Premis Oscar per interpretar a Jerry Lundegaard a Fargo (1996). També es dedica a la direcció en teatre, cinema i televisió. Ha construït la seva carrera cinematogràfica amb treballs en pel·lícules de cinema independent, encara que també ha aparegut en pel·lícules comercials. Macy ha descrit el seu estil en pantalla com "un tipus estereotípic de classe mitjana, WASP i luterà". Ha guanyat dos Premis Emmy i un premi del Sindicat d'Actors, també ha estat nominat en nou ocasions a als Globus d'Or.

## Biografia
Macy va néixer a Miami, Florida, i va créixer a Geòrgia i Maryland. El seu pare, William Hall Macy, Sr., va rebre la medalla Distinguished Flying Cross i la Air Medal per pilotar un bombarder Boeing B-17 Flying Fortress en la Segona Guerra Mundial; més tard va dirigir una companyia constructora a Atlanta i va treballar per a la corporació Dun & Bradstreet abans d'assumir el control d'una agència d'assegurances a Cumberland, Maryland, quan Macy tenia nou anys. La seva mare, Lois, va quedar vídua després de la guerra i va conèixer al pare de Macy després que el seu marit morís el 1943; Macy l'ha descrit com una "senyoreta meridional". Macy té un germanastre, Fred Merrill, del primer matrimoni de la seva mare.
Macy es descriu a si mateix com un "bromista", malgrat ser relativament tímid fins a la secundària. Després que el seu germà li ensenyés a tocar la guitarra, va començar a cantar en un xou de talents, amb molta aprovació del públic. Més tard es va presentar com a president de la classe, encara que tenia un pobre rendiment acadèmic. Després de graduar-se el 1968 en la Secundària Allegany de Cumberland, Maryland, va participar en el moviment antibélic hippie, i consumia grans quantitats de drogues, com la marihuana i l'LSD. Macy va estudiar veterinària a la Universitat Bethany de Virgínia de l'Oest. Segons ell mateix va admetre, era un "horrible estudiant". Es va canviar al Goddard College i es va involucrar en el teatre on va actuar en produccions com L'òpera dels tres rals, El somni d'una nit d'estiu i una gran varietat de peces contemporànies i improvisades. Allà va conèixer David Mamet. Després de graduar-se el 1971, es va traslladar a Chicago, Illinois, i per pagar el lloguer va aconseguir treball com a cambrer. En un any, ell i David Mamet, entre d'altres, van fundar la reeixida St. Nicholas Theater Company, un teatre on Macy va interpretar personatges en obres de Mamet, com American Buffalo i The Water Engine.
Després de viure algun temps a Los Angeles, Califòrnia, Macy es va traslladar a Nova York el 1980. A Nova York va aconseguir papers en més de cinquanta obres de Broadway i Off-Broadway. Un dels seus primers papers al cinema va ser una tortuga anomenada Sòcrates en el telefilm The Boy Who Loved Trolls (1984), apareixent en els crèdits com a W.H. Macy. També va treballar en pel·lícules de David Mamet com House of Games, Things Change, Homicide, Oleanna (interpretant el mateix paper que en l'obra del mateix nom), La cortina de fum, State and Main i Spartan. Entre 1994 i 1998, Macy va interpretar el paper secundari del Dr. David Morgenstern en el drama mèdic ER, tornant a interpretar-lo la temporada final de la sèrie.
Un dels papers més famosos de Macy és el que va interpretar en Fargo (1996), pel qual va ser nominat a l'Oscar i el va ajudar a catapultar la seva carrera, encara que sovint els seus personatges serien encasellats com preocupats i nerviosos. Després de Fargo, Macy treballaria en pel·lícules com Benny & Joon, Per damunt de la sospita, La simfonia del professor Holland, Fantasmes del passat, Air Force One, Boogie Nights, Pleasantville, Twenty Bucks, el remake  Psycho  (Psicosi) de Gus Van Sant, Mystery Men, Magnolia, Jurassic Park III, Focus, Panic, Welcome to Collinwood, Seabiscuit, The Cooler i Sahara.

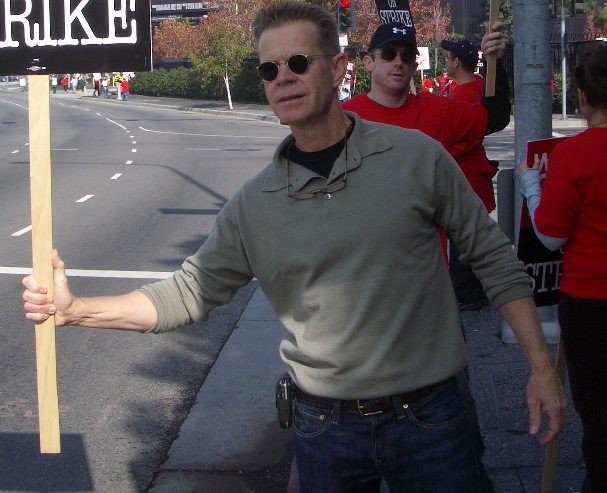
Macy durant la vaga de guionistes (gener de 2003).

## Vida privada
El 5 de setembre de 1997 Macy es va casar amb l'actriu Felicity Huffman. La parella té dos fills, Sofia Grace (n. 1 d'agost de 2000) i George Grace (n. 14 de març de 2002). Viuen a Los Angeles, Califòrnia, i tenen una cabanya a Vermont des dels anys 1980.
Macy i Huffman van aparèixer en una reunió de la campanya presidencial del demòcrata John Kerry el 2004. Macy a més toca el ukelele i és un àvid tallador de fusta, fins i tot va aparèixer en la tapa de la revista nord-americana Fine Woodworking. És ambaixador nacional de la United Cerebral Palsy Association.

## Filmografia

### Cinema
| Any  | Pel·lícula                                | Paper                         | Notes |
| ---- | ----------------------------------------- | ----------------------------- | --- |
| 1980 | Foolin' Around                            | Bronski                       | Surt als crèdits com W.H. Macy |
| 1980 | Somewhere in Time                         | Crític                        | Surt als crèdits com W.H. Macy |
| 1983 | Without a Trace                           | Periodista                    | |
| 1984 | The Boy Who Loved Trolls                  | Socrates la tortuga           | Veu Telfilm |
| 1985 | The Last Dragon                           | J.J.                          | |
| 1987 | House of Games                            | Sergent Morgan                | Surt als crèdits com W.H. Macy |
| 1987 | Radio Days                                | Radio Actor                   | |
| 1988 | The Murder of Mary Phagan                 | Randy                         | Telefilm |
| 1988 | Things Change                             | Billy Drake                   | |
| 1991 | Homicidi (Homicide)                       | Tim Sullivan                  | |
| 1992 | The Water Engine                          | Charles Lang                  | |
| 1992 | The Heart of Justice                      | Booth                         | Telefilm |
| 1993 | Being Human                               | Boris                         | |
| 1993 | Benny i Joon                              | Randy Burch                   | |
| 1993 | Searching for Bobby Fischer               | Pare de Petey                 | |
| 1994 | El client                                 | Dr. Greenway                  | |
| 1995 | Murder in the First                       | D.A. William McNeil           | |
| 1995 | Oleanna                                   | John                          | |
| 1995 | Dead on Sight                             | Steven Meeker                 | |
| 1995 | Tall Tale                                 | Railroad Magnate              | No surt als crèdits |
| 1995 | La simfonia del professor Holland         | Vicedirector Gene Wolters     | |
| 1995 | Evolver                                   | Evolver                       | Veu |
| 1996 | Fargo                                     | Jerry Lundegaard              | Nominació − Oscar al millor actor secundari |
| 1996 | Andersonville                             | Coronel Chandler              | |
| 1996 | Down Periscope                            | Comandant Carl Knox           | |
| 1996 | Fantasmes del passat                      | Charlie Crisco                | |
| 1997 | Colin Fitz Lives!                         | Mr. O'Day / Colin Fitz        | |
| 1997 | Air Force One                             | Batlle Norman Caldwell        | |
| 1997 | Boogie Nights                             | Petit Bill                    | |
| 1997 | La cortina de fum                         | Agent CIA Charles Young       | |
| 1998 | Pleasantville                             | George Parker                 | |
| 1998 | Psycho                                    | Milton Arbogast               | |
| 1998 | The Secret of NIMH 2: Timmy to the Rescue | Justin                        | Veu Directe a vídeo |
| 1998 | A Civil Action                            | James Gordon                  | |
| 1998 | The Con                                   | Bobby Sommerdinger            | |
| 1998 | The Lionhearts                            | Leo Lionheart                 | Veu |
| 1999 | Happy, Texas                              | Xèrif Chappy Dent             | |
| 1999 | Mystery Men                               | The Shoveler                  | |
| 1999 | A Slight Case of Murder                   | Terry Thorpe                  | Nominació − Primetime Emmy al millor actor en minisèrie o telefilm |
| 1999 | The Night of the Headless Horseman        | Ichabod Crane                 | Veu |
| 1999 | Magnolia                                  | Donnie Smith                  | |
| 2000 | State and Main                            | Walt Price                    | |
| 2000 | Panic                                     | Alex                          | |
| 2001 | Jurassic Park III                         | Paul Kirby                    | |
| 2001 | Focus                                     | Lawrence "Larry" Newman       | |
| 2002 | Door to Door                              | Bill Porter                   | Telefilm Primetime Emmy al millor actor en minisèrie o telefilm Primetime Emmy al millor guió en minisèrie o telefilm Nominació − Globus d'Or al millor actor en minisèrie o telefilm     |
| 2002 | It's A Very Merry Muppet Christmas Movie  | Glenn                         | |
| 2002 | Welcome to Collinwood                     | Riley                         | |
| 2003 | The Cooler                                | Bernie Lootz                  | |
| 2003 | Easy Riders, Raging Bulls                 | Narrador                      | Documental |
| 2003 | Stealing Sinatra                          | John Irwin                    | Nominació − Primetime Emmy al millor actor secundari en minisèrie o telefilm |
| 2003 | Seabiscuit                                | Tick Tock McGlaughlin         | Nominació − Globus d'Or al millor actor secundari |
| 2004 | Reversible Errors                         | Arthur Raven                  | Telefilm |
| 2004 | Cellular                                  | Mooney                        | |
| 2004 | In Enemy Hands                            | Nathan Travers                | |
| 2004 | Spartan                                   | Stoddard                      | |
| 2005 | The Wool Cap                              | Charlie Gigot                 | Telefilm Nominació − Globus d'Or al millor actor en minisèrie o telefilm Nominació − Primetime Emmy al millor telefilm Nominació − Primetime Emmy al millor actor en minisèrie o telefilm |
| 2005 | Sahara                                    | James Sandecker               | |
| 2005 | Edmond                                    | Edmond Burke                  | |
| 2005 | Gràcies per fumar (Thank You for Smoking) | Senador Ortolan K. Finistirre | |
| 2006 | Doogal                                    | Brian the Snail               | Veu |
| 2006 | Nightmares & Dreamscapes                  | Sam Landry / Clyde Umney      | Telefilm Nominació − Primetime Emmy al millor actor en minisèrie o telefilm |
| 2006 | Bobby                                     | Paul                          | |
| 2006 | Everyone's Hero                           | Lefty Maginnis                | Veu |
| 2006 | Choose Your Own Adventure DVD Series      | Rudyard North                 | |
| 2006 | Inland Empire                             | Announcer                     | |
| 2007 | Wild Hogs                                 | Dudley Frank                  | |
| 2007 | He Was a Quiet Man                        | Gene Shelby                   | |
| 2008 | The Deal                                  | Charlie Berns                 | |
| 2008 | Bart Got a Room                           | Ernie Stein                   | |
| 2008 | El valent Despereaux                      | Lester                        | Veu en anglès |
| 2009 | The Maiden Heist                          | George                        | |
| 2009 | Shorts                                    | Dr. Noseworthy                | |
| 2010 | Marmaduke                                 | Don Twombly                   | |
| 2010 | Dirty Girl                                | Ray                           | |
| 2011 | L'innocent (The Lincoln Lawyer)           | Frank Levin                   | |
| 2012 | The Sessions                              | Pare Brendan                  | |
| 2013 | A Single Shot                             | Pitt                          | |
| 2013 | Trust Me                                  | Gary                          | |
| 2014 | The Wind Rises                            | Satomi                        | Veu |
| 2014 | Ernest & Celestine                        | Head Dentist                  | Veu |
| 2014 | Rudderless                                | Tavern Owner / Emcee          | Director |